# San Isidro, Puente Nacional
San Isidro är en ort i Mexiko.   Den ligger i kommunen Puente Nacional och delstaten Veracruz, i den sydöstra delen av landet, 280 km öster om huvudstaden Mexico City. San Isidro ligger 159 meter över havet och antalet invånare är 147.
Terrängen runt San Isidro är lite kuperad, och sluttar brant österut. Runt San Isidro är det ganska tätbefolkat, med 108 invånare per kvadratkilometer. Närmaste större samhälle är Zempoala, 15,2 km nordost om San Isidro. Trakten runt San Isidro består till största delen av jordbruksmark.